# Wei Qiuyue
Wei Qiuyue (Tientsin, 26 settembre 1988) è un'ex pallavolista cinese.
Giocava nel ruolo di palleggiatrice.

## Carriera
Wei Qiuyue inizia a giocare a pallavolo a soli cinque anni. Durante l'infanzia gioca nelle selezioni giovanili della sua città, fino a quando viene promossa in prima squadra nel 2003, diventando così una giocatrice professionista nel Tianjin: durante il lungo sodalizio col club si aggiudica per ben otto volte il campionato cinese e per quattro volte il campionato asiatico per club, oltre ad aggiudicarsi una Coppa KOVO. Appena diciannovenne, nel 2007, viene convocata per la prima volta in nazionale, sostituendo l'infortunata Feng Kun, vincendo il Montreux Volley Masters e disputando la finale al World Grand Prix; in entrambe le occasioni viene premiata come miglior palleggiatrice.
Sempre nello stesso anno è finalista al campionato asiatico e oceanico. Nel 2008 partecipa ai Giochi della XXIX Olimpiade, dove vince rispettivamente la medaglia di bronzo, ma venendo impiegata come palleggiatrice di riserva. Vince anche la Coppa asiatica, venendo eletta MVP della manifestazione. Un anno dopo, con il ritiro dalla nazionale di Kun Feng, diventa titolare fissa ed è nuovamente finalista al campionato asiatico e oceanico. Nel 2010 vince la medaglia d'oro ai XVI Giochi asiatici ed alla Coppa asiatica, mentre nel 2011 vince per la prima volta il campionato asiatico e oceaniano ed ottiene il terzo posto alla Coppa del Mondo; un anno dopo si classifica al terzo posto alla Coppa asiatica e partecipa ai Giochi della XXX Olimpiade di Londra.
Nella stagione 2013-2014 viene ingaggiata per la prima volta all'estero dall'İqtisadçı, squadra della Superliqa azera; lascia il club azero nel mese di gennaio, tornando a giocare nel Tianjin per il finale di stagione, raggiungendo la finale scudetto, dove deve arrendersi allo Zhejiang, ricevendo comunque il premio di miglior palleggiatrice. Con la nazionale viene sconfitta in finale al campionato mondiale 2014, rifacendosi l'anno successivo con la vittoria nella Coppa del Mondo 2015; nel 2016 si aggiudica la medaglia d'oro ai Giochi olimpici di Rio de Janeiro 2016.
Al termine della stagione 2016-17 annuncia il proprio ritiro dalla pallavolo giocata.

## Palmarès

### Club
- Campionato cinese: 8

2003-04, 2004-05, 2006-07, 2007-08, 2008-09, 2009-10, 2010-11, 2012-13
- Coppa KOVO: 1

2009
- Campionato asiatico per club: 4

2005, 2006, 2008, 2012

### Nazionale (competizioni minori)
- Montreux Volley Masters 2007
- Montreux Volley Masters 2008
- Coppa asiatica 2008
- Montreux Volley Masters 2009
- Montreux Volley Masters 2010
- Coppa asiatica 2010
- Giochi asiatici 2010
- Montreux Volley Masters 2011
- Coppa asiatica 2012
- Montreux Volley Masters 2016

### Premi individuali
- 2007 - Volleyball League A cinese: MVP
- 2007 - Montreux Volley Masters: Miglior palleggiatrice
- 2007 - World Grand Prix: Miglior palleggiatrice
- 2008 - Coppa asiatica: MVP
- 2010 - Montreux Volley Masters: Miglior palleggiatrice
- 2010 - Campionato mondiale: Miglior palleggiatrice
- 2011 - Volleyball League A cinese: MVP
- 2011 - Campionato asiatico e oceaniano: Miglior servizio
- 2014 - Volleyball League A cinese: Miglior palleggiatrice